# Liste der Vertriebenendenkmale in Österreich
Diese Liste der Vertriebenendenkmale in Österreich verzeichnet die Vertriebenendenkmale in Österreich.

## Liste
| Bild | Ort                                        | Lage | Jahr      | Beschreibung |
| ---- | ------------------------------------------ | --- | --------- | --- |
|      | Bad Pirawarth                              | Massengrab auf dem Friedhof |           | „Ruhestätte der Heimatvertriebenen 1945“ mit den Namen. Österreichisches Schwarzes Kreuz |
| 0    | Aigen im Mühlkreis                         | Bärenstein, Gedenkstätte der Vertriebenen aus dem Böhmerwald                                                                                   | 1960      | „Diese Orte waren uns Heimat bis 1946.“ |
|      | Drasenhofen                                | Massengrab auf dem Friedhof |           | „Wanderer, der du an dieser Stätte weilst, bete für die in diesen Massengrab ruhenden 186 Toten! Es waren ehrsame Bürger von Brünn! Sie wankten, 1945 aus der Heimat vertrieben, sterbend über die Grenze. Schließe in dein Gebet auch die abertausend Opfer des Brünner Todesmarsches ein, die jenseits der Grenze am Wegrain der Flüchtlingsstraßen als Namenlose ihre Seele aushauchten. In unlösbarer Treue: Die überlebenden Landleute der „Bruna“ – Wien.“ |
| 0    | Ebenthal                                   | Gedenktafel beim großen Kreuz vor dem Friedhof                                                                                                 |           | „Allen Opfern der Heimatvertriebenen und ihren Angehörigen.“ |
|      | Erdberg (Gemeinde Poysdorf)                | Massengrab auf dem Friedhof |           | „Entrechtet und vertrieben mußten sie sterben, weil sie sich zu ihrem Volk bekannten. Zum ehrenden Gedenken an 82 Brünner, die bei Austreibung 1945 auf der Strecke blieben! In unlösbarer Verbundenheit ihre überlebenden Landsleute vereinigt in der „Bruna“. Österreichisches Schwarzes Kreuz – Kriegsgräberfürsorge.“ |
| 0    | Frauenkirchen                              | steinernes Gedenkkreuz neben der Basilika Frauenkirchen                                                                                        | 1984      | „Den Toten, Gefallenen und Vermißten der verlorenen Heimat. Die 1946 vertriebenen Deutschen des Heidebogens.“ |
|      | Grazer Schloßberg                          | Kanonenbastei, Gedenkstätte der Deutsch-Untersteirer                                                                                           | 1970      | Siehe Untersteiermark |
|      | Grazer Schloßberg                          | Gedenktafel |           | „1944–1979. Die Donauschwaben. Unserer neuen Heimat – der Stadt Graz und dem Land Steiermark – zum Dank. Unseren unschuldigen Opfern von Krieg und Verfolgung zum Gedenken.“ |
| 0    | Guglwald                                   | Gedächtniskapelle |           | „Gedenkstätte der Böhmerwälder aus den Heimatpfarreien Friedberg, Heuraffl, Kapellen, Exp. Kieneberg.“ |
| 0    | Gurk (Kärnten)                             | Wappentafeln und Museum der Donauschwaben | 1998      | |
|      | Haslach an der Mühl                        | Patenschaftsdenkmal auf dem Marktplatz |           | Friedberg, Bezirk Kaplitz |
|      | Klaffer am Hochficht                       | Gedenkstätte der Salnauer, Bronzetafel |           | „Errichtet zum Gedenken an die Vertreibung der Deutschen 1945/46. Den Gefallenen der Weltkriege 1914–1918, 1939–1945. Die Pfarrei Salnau im Böhmerwald den Gemeinden und Teilorten: Parkfried, Salnau, Oiberg; Pernek, Spitzenberg; Hintring, Sonnberg, Uhligstal, Gehäng, Langhaig; Neuofen, Neuhäuser-Salnau, Hirschbergen, Haberdorf. Klaffer, den 07. Aug. 1988.“                                                                                            |
|      | Kittsee                                    | Gedenkkreuz | 2020      | Direkt an der österreichisch-slowakischen Staatsgrenze wurde am Grenzübergang Kittsee / Petržalka (Engerau) ein Kreuz zum Gedenken an die Vertreibung der karpatendeutschen Bevölkerung aus Bruck / Most pri Bratislave im Jahr 1945 geweiht. |
| 0    | Klagenfurt                                 | Gedenkstein im Europapark Klagenfurt | 1982/2004 | „Hain der Volksdeutschen Landsmannschaften. Dank an unsere neue Heimat. Donauschwaben, Sudetendeutsche, Untersteirer u. Mießtaler, Gottscheer, Siebenbürger Sachsen, Kanaltaler. Den Toten des Krieges, der Vertreibung und Flucht zum Gedenken.“ |
| 0    | Klagenfurt                                 | Mosaik der Donauschwaben (Siedlungsgebiet, Wappen der Landsmannschaft, Ulmer Schachtel) im Donauschwabenpark                                   |           | |
| 0    | Klagenfurt                                 | Gedenktafel an der Heiligengeistkirche |           | „In dieser Kirche feierte Generalvikar Prälat DDr. Josef Kadras am 21. November 1965 den ersten Gedenk- und Dankgottesdienst der Volksdeutschen Heimatvertriebenen; Donauschwaben, Sudetendeutsche, Gottscher, Untersteirer und Mißtaler, Siebenbürger Sachsen.“ |
|      | Kleinschweinbarth                          | Südmährenkreuz am Kreuzberg |           | „Am 1. Juni 1925 wurde das unter Führung des Türngaues Südmähren errichtete Heldendenkmal bei der Rosenburg in den Pollauer Bergen in Anwesenheit von 30.000 Südmähren eingeweiht. 50 Jahre später – am 1. Juni 1975 – erneuern die aus ihrer Heimat vertriebenen Südmährer zu Ehren der Gefallenen beider Weltkriege und der Opfer der Vertreibung diese Gedenkstätte.“                                                                                         |
|      | Linz                                       | Gedenk- und Mahnmal der Heimatvertriebenen an der Samhaberstraße/Auffahrt zum Pöstlingberghotel                                                | 1975      | „Die Landsmannschaften der Buchenlanddeutschen, Donauschwaben, Karpatendeutschen, Siebenbürger Sachsen, Sudetendeutschen.“ Wappen der Republik Österreich, Wappen von fünf ehemaligen Kronländern: „Die Fremde lass zur Heimat werden. Die Heimat nie zur Fremde.“ |
|      | Mandlstein                                 | Gedenkplatte für ein Krummauer Ehepaar mit Verdiensten um das Böhmerwaldmuseum Wien                                                            | 1977      | „Mahnmal der Vertreibung 1945. Hass und Zank zu hegen oder zu erwidern ist Schwäche – sie übersehen und mit Liebe zurückzahlen, ist Stärke. Adalbert Stifter. Gedenke der toten Heimatvertriebenen.“ |
|      | Mistelbach (Niederösterreich)              | Massengrab auf dem Friedhof |           | „Fern der Heimat brachen sie zusammen und fanden hier ihr Grab. Zum ehrenden Angedenken an 131 Brünner, welche die Austreibung 1945 nicht überlebten. In Treue: ihre überlebenden Landsleute vereinigt in der Bruna.“ |
|      | Neu Feffernitz                             | Mahnmal der Donauschwaben am Bogenweg. Die Ortschaft Neu-Feffernitz entstand nach der Auflösung eines Lagers für deutschsprachige Flüchtlinge. |           | |
|      | Poysdorf                                   | Massengrab auf dem Friedhof |           | „Verfolgt, gequält und vertrieben, mußten sie 1945 alles lassen, was ihnen lieb und teuer war in dieser Welt ! Zum ehrenden Angedenken an 122 Brünner. In Treue ihre in der Landsmannschaft Bruna vereinigten Leidgefährten. Österreichisches Schwarzes Kreuz Kriegsgräberfürsorge.“ |
|      | Reingers                                   | Mahnmal der Vertriebenen an der Pfarrkirche Reingers                                                                                           | 1965      | „Gedenke der Opfer der Heimatvertreibung aus Neubistritz, Umgebung und Südmähren 1945.“ Siehe Nová Bystřice. 1972 übernahm die Gemeinde die Patenschaft für die Vertriebenen. |
| 0    | Ried im Innkreis                           | Mahnmal der Donauschwaben auf dem Stadtfriedhof                                                                                                | 2005      | |
|      | Salzburg                                   | Ehrenmal auf dem Salzburger Kommunalfriedhof                                                                                                   |           | „Dem Gedenken unserer lieben Toten in der Heimat Sudetenland.“ |
|      | Schöneben (Gemeinde Ulrichsberg)           | Gedenkkreuz vor der Böhmerwaldkirche |           | „Vergiss nicht im Gebet die Toten der Heimatvertriebenen. Gew. vom Böhmerwaldbund Äigen.“ |
|      | Seeboden am Millstätter See                | Gedenkstein im Paul-von-Klinger-Park | 2001      | „1945–2000. Ostpreussen, Schlesiern, Sudetendeutschen. Gewidmet allen Heimatvertriebenen.“ |
|      | Sankt Anna am Aigen                        | Gedenkstein mit Bronzetafel auf einem Hügel bei St. Anna                                                                                       | 2001      | „Zum Gedenken an die Vertriebenen und Toten aus den Gemeinden Füchselsdorf, Guitzenhof, Rothenberg und Sinnersdorf im Jahre 1945–1946. Errichtet 2001.“ |
| 0    | St. Laurentius (St. Lorenzen ob Eibiswald) | Gedenkstätte für die vertriebenen und umgekommenen Mahrenberger                                                                                | 1964      | |
|      | St. Oswald bei Haslach                     | Gedenkstätte der Heimatvertriebenen aus der ehemaligen Pfarre Deutsch Reichenau. 14 Granitsteine tragen die Ortsnamen der Pfarrgemeinde        |           | |
|      | Steinebrunn (Gemeinde Drasenhofen)         | Massengrab auf dem Friedhof |           | „Dieser Grabstein wurde zur Ehre der hier bestatteten 55 heimatvertriebenen Brünner errichtet. Er soll aber gleichzeitig Mahnmal sein für die abertausend Unglücklichen, die beim Todesmarsch 1945 elend zugrundegingen. Von deren Sterben jenseits der Grenze kein Grabstein, kein Grabhügel kündet! In unlösbarer Treue ihre überlebenden Landsleute vereinigt in der Bruna. Österreichisches Schwarzes Kreuz–Kriegsgräberfürsorge.“                           |
|      | Ulrichsberg (Berg)                         | Europa Gedenkstätte | 1987      | „Unseren Gefallenen und Opfern aus Flucht und Vertreibung. Volksdeutsche Landsmannschaften Donauschwaben, Sudetendeutsche, Gottscheer, Untersteierer und Mießtaler, Siebenbürger Sachsen.“ Siehe Ulrichsberggemeinschaft. |
|      | Unterretzbach                              | Gedenkstätte der Südmährer | 1985      | |
| 0    | Wagna                                      | Gedenkstätte an der Stelle des ehemaligen Flüchtlingslagers                                                                                    |           | „Zur Erinnerung an das volksdeutsche Flüchtlingslager Wagna 1945–1963.“ |
| 0    | Wagna                                      | Gedenkstätte an der Stelle des ehemaligen Flüchtlingslagers                                                                                    |           | „Donauschwaben, Gottscheer, Deutsch-Untersteirer und andere Heimatvertriebene.“ |
| 0    | Wagna                                      | Gedenkstätte an der Stelle des ehemaligen Flüchtlingslagers                                                                                    |           | „Wir danken der Republik Österreich, dem Land Steiermark, der Marktgemeinde Wagna.“ |
| 0    | Wagna                                      | Gedenkstätte an der Stelle des ehemaligen Flüchtlingslagers                                                                                    |           | „In Dankbarkeit errichtet 1995, die ehemalige Lagerjugend.“ |
|      | Wetzelsdorf                                | Massengrab auf dem Friedhof |           | „Ruhestätte der Heimatvertriebenen 1945.“ Namen der Verstorbenen mit Geburtsjahren. Österreichisches Schwarzes Kreuz Kriegsgräberfürsorge. |
|      | Wien                                       | Favoriten, Gedenktafel in der Sapphogasse 20                                                                                                   | 2001      | „Siedlung der Heimatvertriebenen. Zum Gedenken an die Opfer der Flucht und Vertreibung der Altösterreicher deutscher Muttersprache aus ihren angestammten Heimatländern in den Jahren 1944–1946. Die Bezirkvertretung Favoriten, Verband der Volksdeutschen Landsmannschaften Österreichs.“ |
| 0    | Wien                                       | Kaasgrabenkirche, Totenmal der Donauschwaben                                                                                                   |           | |
|      | Wien                                       | Massengrab auf dem Stammersdorfer Zentralfriedhof                                                                                              |           | „1945 stürzte für sie eine Welt zusammen. Sie suchten die Freiheit und fanden den Tod! Zum Gedenken an 105 Heimatvertriebener Brünner. In Treue über den Tod hinaus: ihre überlebenden Landsleute vereinigt in der Bruna.“ |
|      | Wolkersdorf im Weinviertel                 | Massengrab auf dem Friedhof |           | „Unter der Last des Kreuzes der Heimatlosigkeit brachen sie hier zusammen. Zum ehrenden Gedenken an 27 Brünner, die nach der Austreibung 1945 hier begraben wurden. In Treue ihre überlebenden Landsleute vereinigt in der Bruna.“ |